# راب‌کش

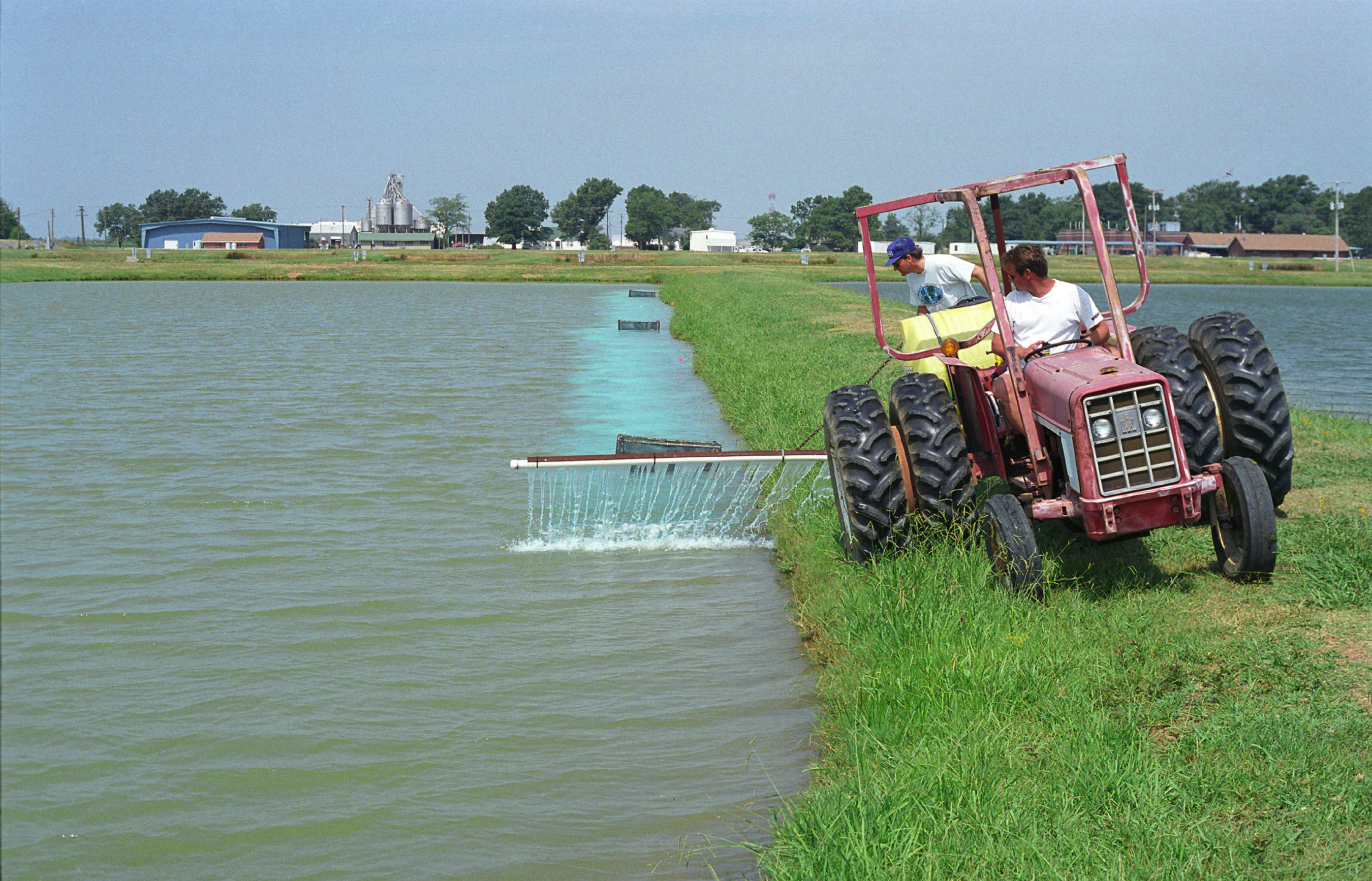
اعمال راب‌کش؛ برای کشتن نوعی حلزون انگل، اندرو میشل (زیست‌شناس آبزیان) و رابرت ایدِکِر در حال پخش آفت‌کش مس سولفات و اسید سیتریک در یک استخر پرورش گربه‌ماهی

راب‌کش (به انگلیسی: Molluscicide) آفت‌کشی است که در مقابل نرم‌تنان استفاده می‌شود و به منظور کنترل شکم‌پایان به ویژه لیسه (حلزون) و حلزون در کشاورزی و باغبانی بکار می‌رود. راب‌کش به عنوان گلوله حلزون یا طعمه حلزون نیز خوانده می‌شود.

## مواد شیمیایی راب‌کش
مواد شیمیایی که به عنوان راب‌کش استفاده می‌شوند:
- نمک‌های فلزی مانند فسفات آهن سه ظرفیتی و سولفات آلومینیوم، نسبتاً غیرسمی، مورد استفاده در باغبانی ارگانیک
- متالدهید
- متیوکارب (به انگلیسی: Methiocarb)
- مهارکننده‌های استیل‌کولین‌استراز بسیار سمی برای حیوانات و انسان، دارای نحوه‌اثر تماسی

## سمیت تصادفی
نمک‌های فلزی برای جانوران عالی‌تر سمی نیستند. هرچند سموم ساخته‌شده برپایه متالدهید و مهارکننده‌های استیل‌کولین‌استراز بسیار سمی هستند و منجر به مرگ حیوانات اهلی و انسان شده‌اند. برخی از سموم دارای عامل تلخی هستند که می‌تواند خطر سمیت تصادفی آن‌ها را کاهش دهد. داروهای آنتی کولینرژیک مانند آتروپین می‌توانند به عنوان پادزهر (به انگلیسی: Antidote) برای کاهش سمیت مهارکننده‌های استیل‌کولین‌استراز بکارروند. اما برای متالدهید، پادزهری وجودندارد. درمان سمیت آن براساس نشانه‌های بالینی است.
متالدهید می‌تواند موجب سمیت حاد به مدت طولانی برای کسانی باشد که در معرض آن قرار می‌گیرند. متالدهید برای ارگانیسم‌های آبزی نیز سمی است.